# ديلان جينينغز
ديلان جينينغز (14 سبتمبر 1979 في جنوب أفريقيا - ) (بالإنجليزية: Dylan Jennings)‏ هو لاعب كريكت جنوب أفريقي.

## وصلات خارجية
- ديلان جينينغز على موقع إي آس بي آن كريك إنفو (الإنجليزية)